# Atributo (filosofía)
El atributo en filosofía es una forma, propiedad o cualidad que manifiesta un ser. En el idioma español se puede expresar el atributo a través de los verbos ser, estar y parecer.

## El ser, el atributo y el lenguaje
El verbo «ser», en filosofía, es considerado en su función lingüística como sintaxis de copulación como una manifestación de la identidad del sujeto del que se predica; como expresión del fundamento lógico en el conocimiento de la realidad.
Cuando decimos «Pedro corre», se considera dicha expresión como una atribución en el sentido de «Pedro es un ser que corre». La riqueza específica del español, con un sentido lógico verdaderamente expresivo, que no tienen otros idiomas, permite transformar ese verbo «ser», en «estar»: «Pedro corre → Pedro está corriendo», manifestando la identidad en un momento dado.
El problema acerca de la atribución ha cambiado profundamente de sentido en la actualidad respecto a la filosofía tradicional. Hoy el lenguaje tiene una consideración muy diferente de lo que ha sido su función lógica en la filosofía tradicional.
Hoy en día, la oración simple enunciativa en su valor representativo o denotativo lógico se considera como una proposición lógica. La filosofía tradicional la consideraba un juicio categórico en sentido aristotélico.

### La filosofía tradicional
La filosofía tradicional entendía que el lenguaje es la expresión de un conocimiento de lo real y, como expresión del conocimiento, si éste es verdadero, la expresión es verdadera. Es la función del lenguaje, como «manifestación de la verdad», que Aristóteles consideró como «lenguaje apofántico».
El atributo, según el modo de pensar aristotélico, es una cualidad de la sustancia y no meramente un predicado gramatical del lenguaje. Por eso no son lo mismo los accidentes que se predican de la sustancia como sujeto de la oración, que los que se predican esencialmente.
No es lo mismo predicar de un triángulo que sus ángulos suman dos rectos, que decir que es de color rojo. No es lo mismo decir que «Pedro es simpático», que decir que «es (está) cansado».
A los primeros se los llama propiamente atributos o «predicados por sí mismos», como los llama Aristóteles.
Un mismo predicado, en unos casos, puede ser esencial y en otros, no: «Pedro está blanco» (por un susto), mientras «La nieve es blanca». Pedro cambiará de color cuando se le pase el susto, pero la nieve siempre será blanca.
Esta cuestión tuvo especial relevancia entre los escolásticos en su referencia a Dios, pues si bien en las criaturas existía dicha distinción entre esencia y atributos, en Dios tal diferencia no era posible, por su «simplicidad absoluta» al no poder haber en Él distinción o separación de partes.

### El racionalismo
Más importancia tuvo el uso que de este término hicieron los racionalistas, debido a la noción de sustancia que concibieron y que definieron como «aquello que no necesita de otra cosa para existir». Descartes y, sobre todo, Spinoza consideraron que el atributo era algo inseparable de la esencia de su sujeto, oponiendo el atributo al modo, entendido éste como circunstancial.
Para los racionalistas, los atributos constituían algo esencial unido a la sustancia de manera radical. Plantearon, además, que las sustancias habían quedado divididas de forma absoluta por dos atributos esenciales: el pensamiento y la extensión, entendida esta como «cuerpo material»; de modo tal que los demás predicados podían considerarse apenas como «accidentes de la sustancia».
De esta manera, el mundo de la conciencia, como subjetividad, quedaba radicalmente separado del mundo de la materia, concebido como extensión. Cuestión que, por un lado, fundó el «subjetivismo» como problema del conocimiento, pero al mismo tiempo sirvió de fundamento al «mecanicismo», que tanta importancia tuvo en el desarrollo de la física y la ciencia moderna.
El racionalismo debe entenderse también como una doctrina filosófica cuya base es la omnipotencia e independencia de la razón humana.

### El pensamiento actual
Hoy, respecto a la filosofía tradicional, lo mismo que con respecto al racionalismo, no tenemos una tal aspiración en el conocimiento de la realidad. Creemos que eso no es posible.
Nuestro conocimiento es interpretativo y el lenguaje constituye un «segundo sistema de señales». El concepto de verdad es considerado como una cuestión metalingüística.
Por ello la dimensión filosófica del atributo, como esencia o señal de identidad, no tiene la importancia que ha tenido a lo largo de la historia.
El pensamiento actual no plantea estos problemas, o los considera falsos problemas, problemas metafísicos. La función del lenguaje en su dimensión denotativa no se toma en función de una relación de los términos sujeto y predicado en orden a una atribución, sino como interpretación de un hecho percibido en un contexto global de significado.
La expresión lingüística como denotación de un conocimiento en su relación con la realidad no se considera directa, por lo que la «objetividad» del lenguaje necesita de una mediación; una «hermenéutica» concreta en la situación en la que se produce la expresión, para la cual no es suficientemente esclarecedora la mera aplicación de las normas gramaticales de un idioma.